# Широкополосая чёрная акула
Широкополосая чёрная акула (лат. Etmopterus gracilispinis) — вид рода чёрных колючих акул семейства Etmopteridae отряда катранообразных. Обитает в Атлантическом и в западной части Индийского океана на глубине до 1000 м. Максимальный зарегистрированный размер 33 см. Тело веретенообразное, вытянутое. У основания обоих спинных плавников имеются шипы. Анальный плавник отсутствует. 

## Таксономия
Впервые вид был описан в 1968 году. Голотип —  взрослый самец длиной 25,5 см, пойманный на континентальном склоне в водах Уругвая на глубине 600 м (34° 01' ю. ш. и 51° 20' з. д.). Видовое название происходит от слов лат. gracilis — «тонкий»,  «стройный» и лат. spinus  — «терновник»,  «колючий кустарник».

## Ареал
Широкополосые чёрные акулы обитают в Атлантическом и в западной части Индийского океана у берегов Аргентины, Бразилии, ЮАР, Суринама, США и Уругвая. Эти акулы встречаются на материковом склоне на глубине от 100 до 1000 м. 

## Описание
Максимальный зарегистрированный размер составляет 33 см. Тело вытянутое, хвостовой стебель и хвостовой плавник довольно короткие. Глаза щелевидные. Позади глаз имеются брызгальца. Расстояние от начала основания брюшных плавников до нижней лопасти хвостового плавника меньше дистанции от кончика рыла до первой жаберной щели; в 1,4—1,6 раз превышает расстояние между грудными и брюшными плавниками и примерно равно дистанции между спинными плавниками. Расстояние между грудными и брюшными плавниками приблизительно в 1,3 раза больше длины головы. Расстояние от кончика рыла до первого спинного шипа примерно равно дистанции от первого спинного шипа до основания верхней лопасти хвостового плавника. Ширина головы равна расстоянию от кончика рыла до рта. Расстояние от кончика рыла до брызгалец в 1,5 раз превышает дистанцию между брызгальцами и основанием грудных плавников. Жаберные щели очень короткие, почти равны ширине брызгалец и составляют 1/3 от длины глаза или менее. Верхние зубы оснащены 3 или менее парами зазубрин. Первый спинной плавник сдвинут к брюшным плавникам. Расстояние между спинными плавниками небольшое и примерно равно дистанции между кончиком рыла и брызгальцами. Второй спинной плавник крупнее первого. У основания спинных плавников имеются шипы. Спина окрашена в чёрно-коричневый цвет, нижняя стороне головы и брюхо чёрные. Позади брюшных плавников, вдоль хвостового стебля и на хвостовом плавнике имеются удлинённые чёрные отметины. Тело неплотно покрыто тонкими и мелкими плакоидными чешуйками, образующими нерегулярные продольные ряды. Анальный плавник отсутствует.

## Биология
Широкополосые чёрные акулы, вероятно, размножаются яйцеживорождением. 

## Взаимодействие с человеком
Коммерческой ценности не представляет. В качестве прилова попадается в глубоководные коммерческие снасти. Международный союз охраны природы присвоил этому виду статус сохранности «Вызывающий наименьшие опасения.